# Pferdelaufband

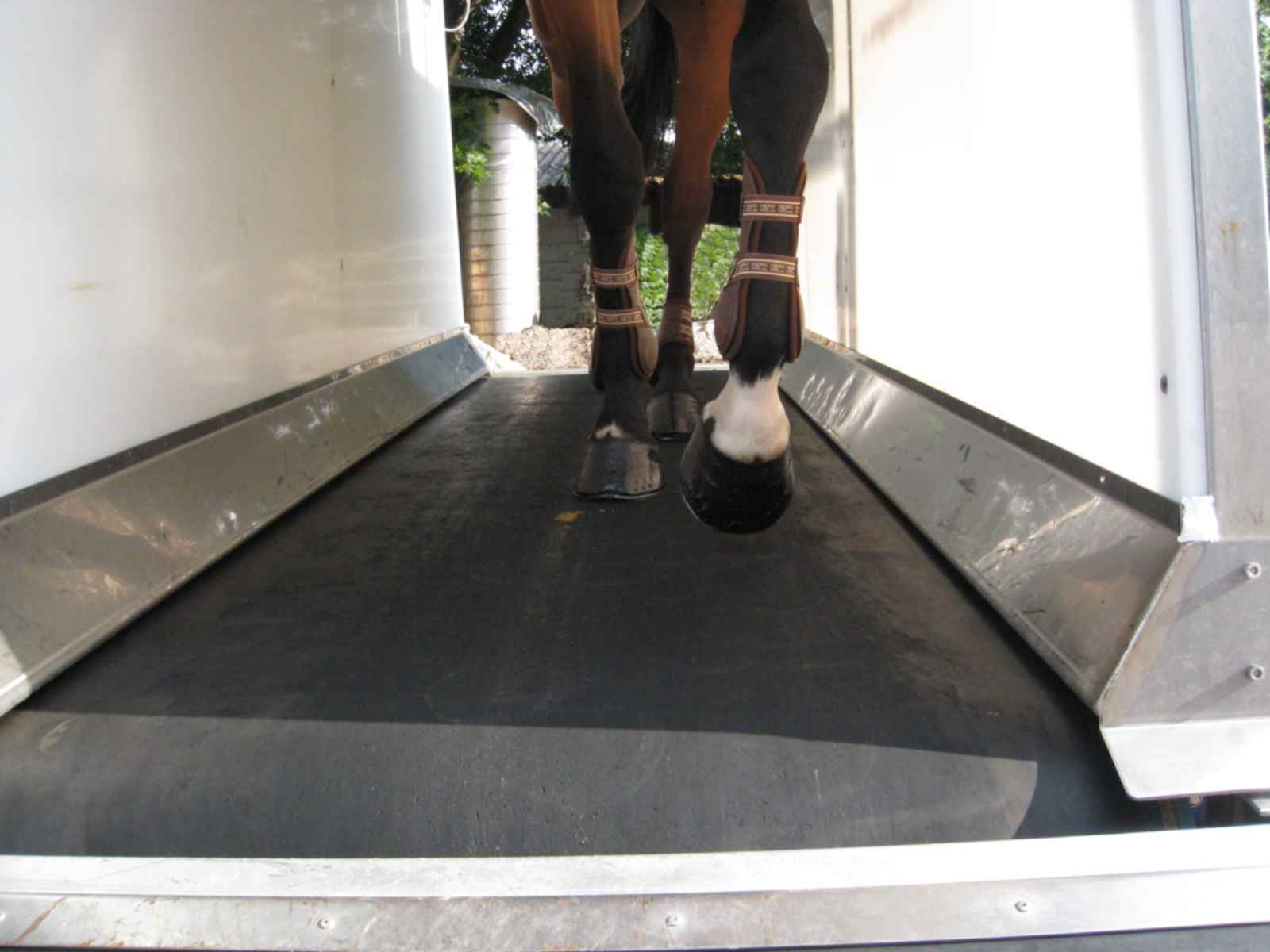
Detailansicht

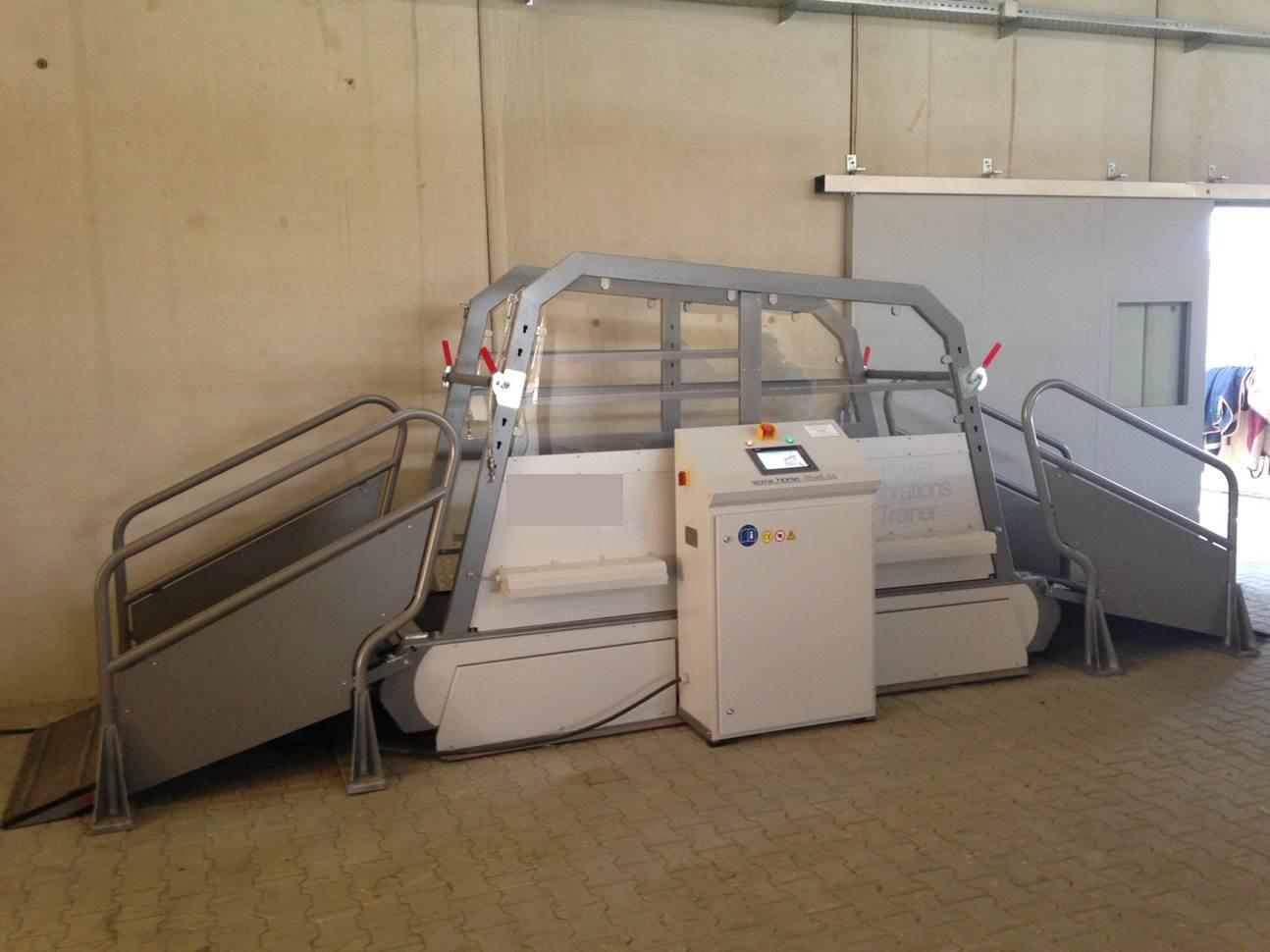
Pferdelaufband mit Vibration

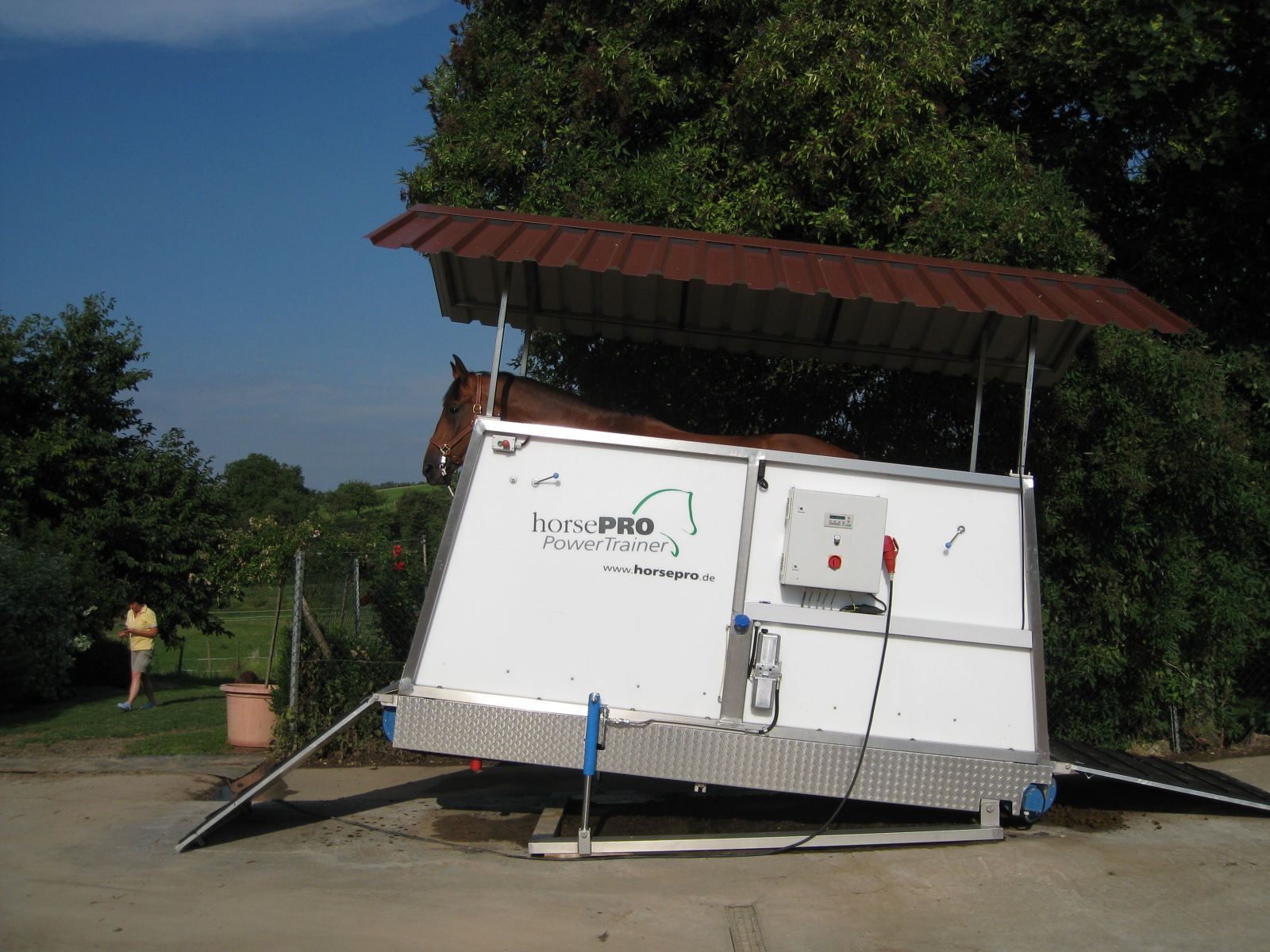
Neigung des Laufbandes

Unter einem Pferdelaufband versteht man ein Laufband für Pferde, welches dem Laufband für Menschen sehr ähnlich ist.
Die Geräte verschiedener Anbieter können in Schritt-, Trab-, Galopp- und Wasserlaufbänder, sog. Aquatrainer sowie Vibrationslaufband unterschieden werden. Je nach der möglichen Gangart unterscheiden sich die Geräte in ihren Maßen und Sicherheitsausführungen. Die Rahmen sind aus Edelstahl oder verzinktem Stahl. Das Pferd bewegt sich auf einem speziellen, abnutzarmen Laufband, das ein optimales Auffußen des Pferdes ermöglicht. Der Antrieb des Laufbandes ist in der Regel computergesteuert. Die Seitenelemente werden aus einem bruchsicheren und schlagzähen PE-Kunststoff hergestellt. Es gibt auch Ausführungen, bei denen die Seiten offen sind, das ist unter Sicherheitsaspekten allerdings nicht zu empfehlen.
Die modernen Geräte verfügen über Hydrauliken, die ermöglichen, dass man das Band anheben und neigen kann. Mit der Neigung des Laufbandes soll die Lastaufnahme des Pferdes auf die Hinterhand unterstützt werden und somit die Muskulatur der kompletten Rückenpartie trainiert werden. Die Neigung ist in der Regel auf maximal 10° einzustellen.
Pferdelaufbänder können mit Vibrationsplatten ausgestattet werden. Damit wird das Abstumpfen der Hufe beim Tritt verhindert. Zudem können sie mit Zubehör wie Münzautomat, Waage, Turbotrockner oder Rampensystemen ausgerüstet sein.
Pferdelaufbänder werden als Trainingszusatzgeräte verwendet und finden ihren Einsatz sowohl bei großen Sportställen, Gestüten und bei Profireitern als auch zunehmend im Rehabereich und in der Pferdemedizin. Das gezielte Training ermöglicht den präzisen und kontrollierten Muskelaufbau, während das Training in Führanlagen auf die Kondition zielt.